# Городок (Тульская область)
Городок — посёлок в Богородицком районе Тульской области России.
В рамках административно-территориального устройства входит в Товарковский сельский округ Богородицкого района, в рамках организации местного самоуправления включается в Товарковское сельское поселение.

## География
Расположен у юго-западной границы города Богородицка.

## Население
| 2002 | 2010 |
| ---- | ---- |
| 126  | ↘105 |